# 山根良夫
山根 良夫（やまね よしお、1956年2月29日 - ）は、日本の実業家。元島根銀行代表取締役頭取。

## 人物・経歴
島根県出身。1978年香川大学経済学部卒業、島根銀行入行。1997年島根銀行出雲東支店長。1999年島根銀行松江駅前支店長。2002年島根銀行益田支店長。2004年島根銀行出雲支店長。2006年島根銀行取締役出雲支店長。2008年島根銀行常務取締役。2014年島根銀行代表取締役頭取。ゼロ金利政策が続くなど厳しい経営環境の中、投資信託販売事業の強化などにあたった。2016年松江リース監査役、しまぎんユーシーカード監査役。